# Mohammed El Ifrani
Mohamed El Ifrani (Marrakesh, 1670 - 1747) was een van de belangrijkste Marokkaanse geschiedschrijvers. Hij is vooral bekend vanwege zijn - originele - geschiedenis van de Saädieten. 
Er is weinig bekend over het leven van Muhammad al-Sighir b. 'Abd Allah al-Ifrani al-Marakkushi', zoals zijn volledige naam luidt. Hij heeft gestudeerd in Fez, en heeft misschien een functie bekleed aan het hof van de sultan van Marokko, Moulay Ismael Alawi (1645-1727), over wiens regering hij een (nu verdwenen) kroniek schreef. Later in zijn leven werd hij imam en khatib van de Ben Joesoef Madrassa (ook wel bekend als de al-Yusufiyya) in Marrakesh. Bepaalde sultans zoals Sidi Mohammed Ben Abdellah (1757-1790), waren zeer streng wat betreft de inhoud van het onderwijs en verspreidden zelfs handboeken met verordeningen en boeken die behandeld moesten worden, maar de leraren deden gewoon wat zij zelf wilden en zo heeft El Ifrani aan het begin van de 17e eeuw een werk over het leven van Ibn Sahl, een Andalusische dichter uit de 12e eeuw, geschreven terwijl hij deed alsof hij les gaf in recht en de hadith. El Ifrani stierf in 1743 of 1745. Een aantal van zijn werken bestaan nog. Het belangrijkst daarvan is een biografisch lexicon van personen uit de 17e eeuw (de 11e eeuw van de hijra): "Safwat man intashar min Akhbar Sulaha Al Qarn Al Hadi Ashar", ook wel kortweg "Safwat man intashar" genoemd. Het bevat de biografieën van heiligen die in 17de eeuw Marokko leefden. Het is het standaard biografische woordenboek over die tijd.
Ook beroemd is zijn geschiedenis van de dynastie van de Saädieten, "Nuzhat al -al-qarn al-hadi van al-hadi bi-akhbar muluk", net voor 1724 geschreven. Het werk behandelt onder andere de verovering van het Songhai-rijk door de sultans van de Saädieten en werd driemaal gepubliceerd. Een gelithografeerde uitgave werd gepubliceerd in Fez in 1889-1890, vlak nadat Octave Houdas een vertaling in Parijs had gepubliceerd (O. Houdas, nozhet-Elhâdi, histoire de la Dynastie Saadienne au Maroc (1511-1670)). Een andere uitgave werd gepubliceerd in Casablanca: Abd al-Latif al-Shadhili, 1998.